# Bernard Haisch
Bernard Haisch (Stoccarda, ...) è un astrofisico statunitense di origine tedesca.

## Biografia
Dopo avere frequentato a Indianapolis la Latin School (una scuola secondaria cattolica), Haisch ha intrapreso gli studi universitari in astrofisica a Bloomington presso l'Indiana University, dove ha conseguito il Bachelor of Science nel 1971. Nel 1975 ha conseguito il PhD in astronomia all'University of Wisconsin-Madison. Conclusi gli studi, Haisch ha subito ottenuto una borsa di studio post-dottorato in astrofisica della durata di tre anni a Boulder presso l'Università del Colorado. Fra il 1977 e il 1978 Haisch ha trascorso un periodo nei Paesi Bassi presso l'Università di Utrecht come "scienziato visitatore".
Nel 1979 Haisch ha cominciato a lavorare al Solar & Astrophysics Laboratory della Lockheed Martin a Palo Alto, in California, istituzione in cui ha lavorato per vent'anni. Nel 1991 è stato "scienziato visitatore" all'Istituto Max Planck di fisica extraterrestre a Garching, in Germania; tra il 1992 e il 1994 è stato direttore incaricato del Center for Extreme Ultraviolet Astrophysics Laboratory presso l'Università di Berkeley.
Nel periodo dagli anni settanta agli anni novanta, Haisch si è dedicato a ricerche sull'astrofisica delle alte energie, con particolare riguardo alle emissioni nell'ultravioletto e nei raggi X del Sole e di altri tipi di stelle. Ha inoltre collaborato con la NASA per alcuni programmi scientifici.
Nel 1999 Haisch ha fondato il California Institute for Physics and Astrophysics, un'istituzione privata dedicata a ricerche sulla teoria delle stringhe, la relatività generale e l'elettrodinamica quantistica. Dal 1999 al 2002 Haisch è stato direttore dell'Istituto da lui fondato.
In seguito Haisch si è dedicato al campo dei servizi internet. Dal 2002 al 2009 è stato capo dell'ufficio scientifico della ManyOne Networks; compagnia di servizi internet con sede in California. Nel 2004 è diventato presidente della Digital Universe Foundation.
Haisch ha pubblicato 2 monografie scientifiche e più di 130 articoli scientifici in giornali prestigiosi tra cui Nature, Science, Physical Review, Astrophysical Journal e Annalen der Physics. Per 10 anni (dal 1993 al 2002) è stato caporedattore di Astrophysical Journal.
Haisch si interessa anche di scienza di confine e insieme al fisico Alfonso Rueda, docente al Department of Electrical Engineering della California State University, ha sviluppato una controversa ipotesi nell'ambito dell'elettrodinamica stocastica. Secondo quest'ipotesi, sviluppata in una serie di articoli pubblicati a partire dal 1994, esisterebbe una correlazione fra inerzia, vuoto quantistico ed energia di punto zero.

## Interessi in ufologia, parascienze e spiritualità
Haisch si interessa anche di discipline non ortodosse, come l'ufologia e le parascienze. Ha pubblicato articoli sul Journal of Noetic, un giornale di parapsicologia pubblicato dall'Institute of Noetic Sciences, ed è stato caporedattore dal 1988 al 1999 del Journal of Scientific Exploration, che pubblica articoli sugli UFO e i fenomeni paranormali.
In campo ufologico, Haisch ha creato il sito web Ufoskeptic, per promuovere lo studio sugli UFO in modo critico, ma senza pregiudizi.
Haisch si interessa anche dei rapporti tra scienza e spiritualità ed ha pubblicato articoli sulla rivista Science and Spirit. Nel 2006 ha pubblicato il libro The God Theory, in cui tenta di riconciliare le moderne credenze scientifiche con le tradizionali credenze religiose. Nel libro Haisch critica sia l'ateismo che il teismo tradizionale, prendendo posizione a favore del pandeismo.

## Pubblicazioni
- B. Haisch, M. Rodono - Solar and Stellar Flares, Kluwer Acad. Press, 1989
- B, Haisch, J. Saba, J. Schmeltz, K. Strong - The Many Faces of the Sun: A Summary of the Result from NASA's Solar Maximun Mission, Springer Verlag, 1999
- B. Haisch, The God Theory, Red Wheel/Weiser Books, 2006